# 埃爾克福爾斯鎮區 (堪薩斯州艾克縣)
埃爾克福爾斯鎮區（英語：Elk Falls Township）為美國堪薩斯州艾克縣轄下的鎮區。2010年美国人口普查中此鎮區人口有187人。

## 地理
埃爾克福爾斯鎮區涵蓋總面積為152.0平方（58.70平方英里），其中陸地面積為150.7平方（58.19平方英里），水域面積為1.3平方（0.51平方英里）或0.87%。海拔高度297（974英尺）。

## 人口統計
根據2010年美國人口普查，埃爾克福爾斯鎮區人口有187人，其中男性有92人，女性有95人，人口密度為每平方公里1.23人，住房計123戶。鎮區內的白人有178人，非裔美國人有0人，美洲原住民有3人，亞裔美國人有1人，太平洋島裔美國人有0人，其他種族有0人，混血種族則有5人。此外鎮區內有1人為西班牙裔或拉丁裔美國人。此鎮區之年齡中位數為53.3歲，而男性年齡中位數為55.0歲，女性年齡中位數為52.2歲。

## 交通

### 主要公路
- 160號美國國道
- 99號堪薩斯州州道